# Lassi Tuovi
Lassi Tuovi (Lappeenranta, 31 dicembre 1986) è un allenatore di pallacanestro ed ex cestista finlandese.